# Skew (Video)
Skew bezeichnet in der Videotechnik die Zeitdifferenz zwischen Audiosignal und Videosignal, die für ein simultanes Abspielen korrigiert werden muss.